# エルンスト・カントロヴィチ
エルンスト・ハルトヴィヒ・カントロヴィチ (ドイツ語: Ernst Hartwig Kantorowicz [kanˈtoːrovɪt͜s]、1895年5月3日 – 1963年9月9日) は、ドイツ出身でアメリカに渡った歴史家。中世政治史・思想史・芸術史を研究し、神聖ローマ皇帝フリードリヒ2世を論じた『皇帝フリードリヒ二世』（1927年）や、中世・近世の君主制論・国家論を取り上げた『王の二つの身体』（1957年）などの著作で知られる。日本語文献ではカントーロヴィチ、カントロヴィッチ、カントロヴィッツなどとも表記される。

## 生涯

### 前半生
カントロヴィチはドイツ帝国・プロイセン王国領ポーゼン（現ポーランド領ポズナン）の、裕福なユダヤ系ドイツ人の家に生まれた。幼少期は家業である醸造業を継ぐべくして育てられ、第一次世界大戦ではドイツ帝国陸軍の士官として4年間従軍した。戦後、彼は経済学を学ぶためベルリン大学の入学資格を得る一方で、一時は右派民兵組織ドイツ義勇軍に参加し、ヴィエルコポルスカ蜂起でポーランド軍と戦ったり、ベルリンでスパルタクス団蜂起の鎮圧に参加したりした。翌年、カントロヴィチは一時ミュンヘン大学に移ったが、ここでも左派と新政府の民兵組織同士の衝突に身を投じた。結局は間もなくハイデルベルク大学に身を落ち着け、経済学の道を歩みつつ、アラビア語、イスラーム学、歴史学、地理学と幅広い分野に興味を向けていった。
ハイデルベルクにおいて、カントロヴィチは象徴主義詩人・唯美主義者として知られるシュテファン・ゲオルゲを中心とした芸術家・知識人サークルであるゲオルゲ・クライスに参加していた。カントロヴィチは、ゲオルゲの詩と哲学が、戦後ドイツにおけるナショナリスト精神の偉大なる復興の礎になると信じていた。1921年、カントロヴィチはムスリム世界の「職人組合」に関する短い学位論文により、エーベルハルト・ゴータインの指導のもとで博士号を取った。

### 『皇帝フリードリヒ二世』
イスラム経済史で学位を取ったカントロヴィチであったが、その関心は中世ヨーロッパ、とくに王権論に移っていった。彼は文化的に保守的なエリートであるゲオルゲ・クライスの影響を受け、旧来の見方を押し流す極めて異端的な著作『皇帝フリードリヒ二世』を書きあげた。この神聖ローマ皇帝フリードリヒ2世の伝記は、1927年にドイツ語で、1931年に英語で刊行された。フリードリヒ2世治下の典型的な法制、制度、政治的・軍事的事績を調べるのではなく、彼を詩的な調子で激賞し、悲劇の英雄として、また「ローマ・ゲルマン人」として描いたのである。
この本には脚注がなく、歴史的事件の記述を省いては空想的な伝説やプロパガンダ的な叙述に置き換えているように見える。歴史学会の主流派からは、当惑と批判の声が上がった。批評家たちは、文字通りの神話創作の類であり、真面目な歴史学の作品ではないと酷評した。これに対しカントロヴィチは、1931年に詳細な歴史史料で伝記を固めなおした重厚な姉妹編 (Ergänzungsband) を出版することで応えた。

### フランクフルト時代
フリードリヒ2世の伝記で批判の嵐にあい、また正式な教授資格を持っていなかった（これを得るためにはもう一つ論文を出す必要があった）にもかかわらず、カントロヴィチはフランクフルト大学の（名誉）教授職を与えられた。ただ彼は1931年まではベルリンにとどまっていた。1933年12月、カントロヴィチは大学での授業を止めざるを得なくなった。新たに政権を取ったナチ党によるユダヤ人学者への圧力が強まったためだったが、実のところ彼は直前の11月14日に「隠されたドイツ」（これはゲオルゲ・クライスのモットーでもあった）と題した講演を行い、自分の立場を新政権側に位置付けていた。何度か休職を繰り返した末、1935年に年金付きで早期退職を認められた。その後も彼はドイツにとどまっていたが、1938年に水晶の夜事件が勃発し、自分のようなドイツ化したユダヤ人も迫害を避けえないことが明らかになると、アメリカへ亡命した。

### バークレーからプリンストンへ
1939年、カントロヴィチはカリフォルニア大学バークレー校の講師職を得た。数年後には常任教授の地位を得たが、赤狩りが吹き荒れる1950年に大学評議会が政治的破壊運動への参加を否定するよう全教職員に忠誠宣誓を要求してきた際、カントロヴィチは抗議の意を示すため辞職した。彼は自身が学生時代から左派運動に身を投じたことがなく、むしろ反共産主義民兵組織に身を置いていたことを強く主張したうえで、それでもなおこの忠誠宣誓要求はあからさまな学問の自由と良心の自由の侵害であるとして反発したのであった。
この論争のさなか、著名な亡命ドイツ人の中世史家であるテオドール・モムゼン（同名の古代史家テオドール・モムゼンの孫）とエルヴィン・パノフスキーが、自分たちの所属する高名なプリンストン高等研究所の歴史学部門でカントロヴィチに教授職を与えるよう、所長ロバート・オッペンハイマーに掛け合った。この結果、カントロヴィチは1951年1月にプリンストンの教授職を得て移住し、以後ここで研究生活を送った。

### 『王の二つの身体』
1957年、カントロヴィチは傑作と名高い『王の二つの身体』を出版した。これは副題を借りれば「中世政治神学」の研究書である。いかに中世・近世の神学者、歴史家、教会法学者が「王」を理解していたのか、すなわち寿命がある「自然的身体」と、時代をこえた組織・機関としての「政治的身体」を論じるのが主題であった。シェイクスピアやダンテをはじめ、様々な方向から文字・視覚史料を並べあげ、後の歴史学者や政治学者が、前近代ヨーロッパにおける一個人の権威・カリスマから個人を超越した国家概念に至るまでを理解するうえで多大な貢献を残した。『王の二つの身体』は、この分野では古典的名著であり続けている。

### 死去
1963年、カントロヴィチはプリンストンの自宅で、大動脈瘤により68歳で死去した。

## 評価

### カンター論争
アメリカの中世史家ノーマン・カンターは、自著Inventing the Middle Ages (1991)において、若き日のカントロヴィチはユダヤ人の出自を持ちながら、その知的気質や文化意識からしてナチであったと考えられる、と評した。カンターは、同時代に似た分野に携わったドイツ人中世史家で、ナチ党に入党し戦争中に国防軍最高司令部の日誌係として勤務していたPercy Ernst Schrammを挙げて、カントロヴィチと比較した。さらにカンターはヴァイマル期のカントロヴィチがエリート主義的ナショナリズムに傾倒していたことから、彼がナチ政府の保護下にあったという誤った主張を展開した。
これに対し、カントロヴィチの直弟子でもあるロバート・L・ベンソンら擁護派は、若きカントロヴィチがゲオルゲ・クライスのロマン主義的ウルトラナショナリズムを受容していた一方で、ナチ党に対しては戦前も戦後もただ軽蔑するだけであり、ヒトラー政権に対しては批判の声を上げていたと反論した。また他の観点からカントロヴィチを批判しているデイヴィッド・アブラフィアやロバート・E・ラーナーも、カンターの説を否定している。コンラッド・レーザーは、2016年に『王の二つの身体』の前書きとしてこの論争をまとめたうえで、カンターの言説は「虚偽と半端な真実のないまぜ」であるとしつつ、カントロヴィチ自身がドイツ時代を抑制しようとしたことに対する予測可能な反応であったと評した。同2016年にはマイケル・リプキンも、カンターの言説は『皇帝フリードリヒ2世』の右派的傾向を指摘している点などでは正しいが、「持論を揉みしだいたせいで無意味なものにしている」と批判した。

## 著作

### ドイツ語
- Kaiser Friedrich der Zweite, Georg Bondi, 1927.
- Das Geheime Deutschland, Vorlesung, 1933.

### 英語
- Frederick II.: 1194–1250 (1931) (online at Archive.org)
- "A Norman Finale of the Exultet and the Rite of Sarum", The Harvard Theological Review, 34 (2), (1941). doi:10.1017/S0017816000031485. JSTOR 1508128. ISSN 0017-8160.
- "Plato in the Middle Ages", The Philosophical Review, 51 (3), (1942). doi:10.2307/2180909. JSTOR 2180909.
- Laudes Regiae: A Study in Liturgical Acclamations and Mediaeval Ruler Worship, University of California Press, (1946). doi:10.1086/ahr/51.4.702.
- "The Quinity of Winchester", Art Bulletin, Vol. XXIV, (1947). doi:10.2307/3047110. JSTOR 3047110.
- The Fundamental Issue: Documents and Marginal Notes on the University of California Loyalty Oath, Parker Print. Co., 1950. OCLC 1182841OCLC 1182841.
- "Dante's 'Two Suns'", in Semitic and Oriental Studies, 1951.
- "Pro Patria Mori in Medieval Political Thought", The American Historical Review, 56 (3), (1951). doi:10.2307/1848433. JSTOR 1848433.
- "Inalienability: A Note on Canonical Practice and the English Coronation Oath in the Thirteenth Century", Speculum, Vol. XXIX, 1954. JSTOR 2846791.
- "Mysteries of State: An Absolutist Concept and its Late Medieval Origins", Harvard Theological Review, Vol. XLVIII, 1955. doi:10.2307/2846791. JSTOR 1508452.
- The King's Two Bodies: A Study in Mediaeval Political Theology, Princeton University Press, (1957). doi:10.2307/j.ctvcszz1c. ISBN 0691017042ISBN 0691017042. JSTOR j.ctvcszz1c.
- Frederick the Second, 1194–1250, Frederick Ungar Publishing Co., 1957. ISBN 1548217115ISBN 1548217115.
- "The Prologue to Fleta and the School of Petrus de Vinea," Speculum, 32 (2), 1957. doi:10.2307/2849115. JSTOR 2849115.
- "On the Golden Marriage Belt and the Marriage Rings of the Dumbarton Oaks Collection", Dumbarton Oaks Papers, 14, 1960. doi:10.2307/1291142. JSTOR 1291142.
- "The Archer in the Ruthwell Cross", The Art Bulletin, 42 (1), 1960. doi:10.2307/3047875. JSTOR 3047875.
- Gods in Uniform, Proceedings of the American Philosophical Society, Vol. CV, 1961. OCLC 84680316OCLC 84680316.
- "Puer Exoriens: On the Hypapante in the Mosaics of S. Maria Maggiore," Perennitas, 1963.
- Selected Studies, J.J. Augustin, 1965. OCLC 1600443OCLC 1600443.

### 日本語
- Frederick the Second, 1194-1250, (Constable, 1931).
  - 『皇帝フリードリヒ二世』 小林公訳、中央公論新社、2011年。カントーロヴィチ表記
- The King's Two Bodies: A Study in Mediaeval Political Theology, (Princeton University Press, 1957).
  - 『王の二つの身体――中世政治神学研究』 小林公訳、平凡社、1992年。カントーロヴィチ表記
    - 筑摩書房〈ちくま学芸文庫〉上・下、2003年
- Selected Studies, (J. J. Augustin, 1965).
  - 『祖国のために死ぬこと』 甚野尚志訳、みすず書房、1993年、新装版2006年。以下の論考6篇を収録

中世政治思想における「祖国のために死ぬこと」 / 国家の神秘 / 「キリスト」と「国庫」
法学の影響下での王権 / ダンテの「ふたつの太陽」 / 芸術家の主権